# Burkina Faso na Letnich Igrzyskach Olimpijskich 2016
Burkinę Faso na Letnich Igrzyskach Olimpijskich 2016 w Rio de Janeiro reprezentowało 5 zawodników. Był to 9 start reprezentacji Burkiny Faso na letnich igrzyskach olimpijskich. Do tej pory żaden zawodnik z tego kraju nie zdobył medalu.

## Skład reprezentacji

### Lekkoatletyka
Burkina Faso dostała zaproszenie od IAAF do wysłania 2 zawodników (kobiety i mężczyzny) na igrzyska.
| Zawodnik             | Konkurencja               | Runda 1  | Runda 1 | Runda 2  | Runda 2 | Półfinał | Półfinał | Finał    | Finał   |
| Zawodnik             | Konkurencja               | Rezultat | Pozycja | Rezultat | Pozycja | Rezultat | Pozycja  | Rezultat | Pozycja |
| -------------------- | ------------------------- | -------- | ------- | -------- | ------- | -------- | -------- | -------- | ------- |
| Hugues Fabrice Zango | Trójskok mężczyzn         | 15.99    | 34.     | —        | —       | —        | —        | NQ       | NQ      |
| Marthe Koala         | 100 m przez płotki kobiet | 13.41    | 43.     | —        | —       | NQ       | NQ       | NQ       | NQ      |

### Judo
| Zawodnik      | Konkurencja      | 1/16                 | 1/8              | Ćwierćfinały     | Półfinały        | Repesaż 1        | Repesaż 2        | Repesaż 3        | Finał            | Pozycja |
| Zawodnik      | Konkurencja      | Przeciwnik Wynik     | Przeciwnik Wynik | Przeciwnik Wynik | Przeciwnik Wynik | Przeciwnik Wynik | Przeciwnik Wynik | Przeciwnik Wynik | Przeciwnik Wynik | Pozycja |
| ------------- | ---------------- | -------------------- | ---------------- | ---------------- | ---------------- | ---------------- | ---------------- | ---------------- | ---------------- | ------- |
| Rachid Sidibé | +100 kg mężczyzn | Jakiw Chammo P 0-100 | NQ               | NQ               | NQ               | NQ               | NQ               | NQ               | NQ               | NQ      |

### Pływanie
| Zawodnik           | Konkurencja                   | Eliminacje | Eliminacje | Półfinał | Półfinał | Finał | Finał   |
| Zawodnik           | Konkurencja                   | Czas       | Miejsce    | Czas     | Miejsce  | Czas  | Miejsce |
| ------------------ | ----------------------------- | ---------- | ---------- | -------- | -------- | ----- | ------- |
| Tindwende Sawadogo | 50 m stylem dowolnym mężczyzn | 26.38      | 67.        | NQ       | NQ       | NQ    | NQ      |
| Angelika Ouedraogo | 50 m stylem dowolnym kobiet   | 29.44      | 67.        | NQ       | NQ       | NQ    | NQ      |